# Bagard
Bagard là một xã ở tỉnh Gard ở miền nam nước Pháp. Xã này có diện tích 14,55 kilômét vuông, dân số năm 1999 là 1970 người. Khu vực này có độ cao trung bình 102 mét trên mực nước biển.